# Pałac w Piławie Górnej
Pałac Gladishof w Piławie Górnej (niem. Schloss Gladishof in Peilau Ober-, od 1928 Gnadenfrei, Kreis Reichenbach) – zabytkowy pałac  w Piławie Górnej – mieście w Polsce, na Dolnym Śląsku, w województwie dolnośląskim, w powiecie dzierżoniowskim, między Ząbkowicami Śląskimi i Dzierżoniowem.
Obiekt  potocznie zwany "Zamczyskiem" wybudowany na przełomie XVII i XVIII w.. W XIX w. przeszedł gruntowną przebudowę w stylu neogotyckim i eklektycznym. Zespół pałacowo-parkowy wpisany jest do rejestru zabytków NID. Obecnie własność prywatna.

## Historia
Pierwsza wzmianka o majątku ziemskim w Piławie Górnej pochodzi z 1189 i związana jest z grodem Niemcza. Nazwa może pochodzić od pilarzy zamieszkujących osadę w XII w., którzy trudnili się pozyskiwaniem drewna z okolicznych lasów.
Wzmianka z 1367 mówi o starym majątku ziemskim należącym do Franciszka von Peterswalda ze starego śląskiego rodu szlacheckiego, który otrzymał Górną, Dolną i Średnią Piławę od księcia Bolka II Świdnickiego jako zastaw.
Po bezpotomnej śmierci następcy majątek został kupiony przez członka rodu von Pogrell i był własnością rodziny do śmierci w 1631 ostatniego potomka rodu Bernarda von Pogrella. Przez krótki okres właścicielem był Nickel Tiechert, od którego posiadłość odkupił w 1674 Joachim von Seidlitz i był jej właścicielem do 1695. Przez następne pięć lat właścicielami majątku byli członkowie rodu Steinberg, a po nich od 1700 właścicielem został Zygmunt von Gladis (od jego nazwiska pochodzi nazwa Gladishof).
W 1830 właścicielem dóbr został hrabia von Tischirschky, które w 1842 za sumę 73 500 talarów zostały zakupione przez Karla Sadebecka.
W 1860 nowym właścicielem piławskich dóbr został hrabia Wilhelm von Perponcher-Sedlnitzky, poseł pruski w Hadze, który w miejscu renesansowego dworu postawił pałac istniejący do dziś.  W XIX w. majątek wraz Zamczyskiem kilkakrotnie zmieniał właściciela i na początku XX w. nabyła go Spółka Akcyjna Westbank-Liegnitz (Aktiengesellschaft Westbank-Liegnitz) z Korbielowa. Od 1927 właścicielem został radca prawny z Pragi Eberhard Mauve. Majątek Gladishof z folwarkiem z XIX w. wraz z parkiem krajobrazowym zajmował powierzchnię 792 hektarów.
Po przejęciu tych terenów przez Polskę pałac wraz z gruntami przejęło państwowe gospodarstwo rolne (Państwowy Ośrodek Hodowli Zarodowej w Przerzeczynie-Zdroju), które doprowadziło do dewastacji zabudowań. W 1959 stan zachowania zabytku oceniano na 50%. W kolejnych latach niszczejący budynek pozostawał nieużytkowany.
Zachowała się czworoboczna wieża z tarczami zegarowymi z głównym budynkiem, łuki Tudorów, kamienna fontanna oraz zabudowania stajni i obór. Wraz z postępującą dewastacją pałacu wyprowadzono z niego wyposażenie wnętrz. Tarasowate ukształtowanie terenu parku, w który wkomponowany jest pałac, uległo dewastacji.
Po upadku socjalizmu w Polsce w latach 90. XX w., właścicielami pałacu została spółka "Nova Polska majątek rolny Zamczysko". Właścicielami spółki jest małżeństwo Anna i Ryszard Malinowscy, którzy sukcesywnie zaczęli odnawiać pałac i przywracać mu stare piękno. Około 2006  rozpoczęto przy zabytku większe prace budowlane. Obecnie (2021) pałac jest już w znacznym stopniu wyremontowany. Zabytek otrzymał nowy dach, otynkowano część elewacji, wstawiono okna oraz wyremontowano wiele pomieszczeń pałacu. Pomieszczenia wyposażono w stylowe meble. Oczyszczono z samosiewek, nalotu i uporządkowano park przylegający od wschodu i południa do rezydencji wraz z odbudowaniem tarasów na skłonie wzgórza parkowego. Obecnie w pałacu urządzane są cykliczne imprezy kulturalne, np.: Wieczory patriotyczne 11 listopada, seminaria naukowe z zakresu hodowli bydła mięsnego rasy Charolaise, okolicznościowe spotkania i występy oraz istnieje możliwość organizowania imprez prywatnych z możliwością noclegu.

## Opis
Pałac Gladishof zwany Zamczyskiem jest dwukondygnacyjną podpiwniczoną budowlą na planie prostokąta, z przybudówką od południowego zachodu, nad którą góruje wysoka, czworoboczna wieża w elewacji północnej, zakończona poszerzeniem na pseudomachikułach, którą zdobią kartusze herbowe oraz dwa zegary. Usytuowana od strony północnej wieża przykryta jest dachem czterospadowym pokrytym łupkiem a z jej wysokości rozciąga się piękny widok na okolicę i panoramę Gór Sowich. Bryła główna z częściowo użytkowym poddaszem nakryta jest dachem czterospadowym z lukarnami (korpus), pokrytym czarną dachówką ceramiczną i dachem płaskim (przybudówka). Dłuższe elewacje korpusu siedmioosiowe z centralnie usytuowanymi wejściami ozdobionymi portalami. Elewacja południowo-zachodnia pięcioosiowa, z trzyosiowym ryzalitem ozdobionym oknami z łukiem Tudorów w drugiej kondygnacji. Konygnacje oddzielone są od siebie gzymsem opasującym bryłę budowli.
Układ wnętrz pałacu był trzytraktowy z holem przelotowym. Wystrój wnętrz po 1945 został wraz z podziałem wewnętrznym  zniszczony i aktualnie stare podziały są rekonstruowane.
Przy pałacu na tarasowo ukształtownym wzgórzu znajduje się zadbane krajobrazowe założenie parkowe o powierzchni 3,8 ha ze  wzgórzem, na które prowadzą kamienne schody. Dawniej znajdował się w nim ogród zimowy, z którego zachowała się przyścienna fontanna.

## Galeria

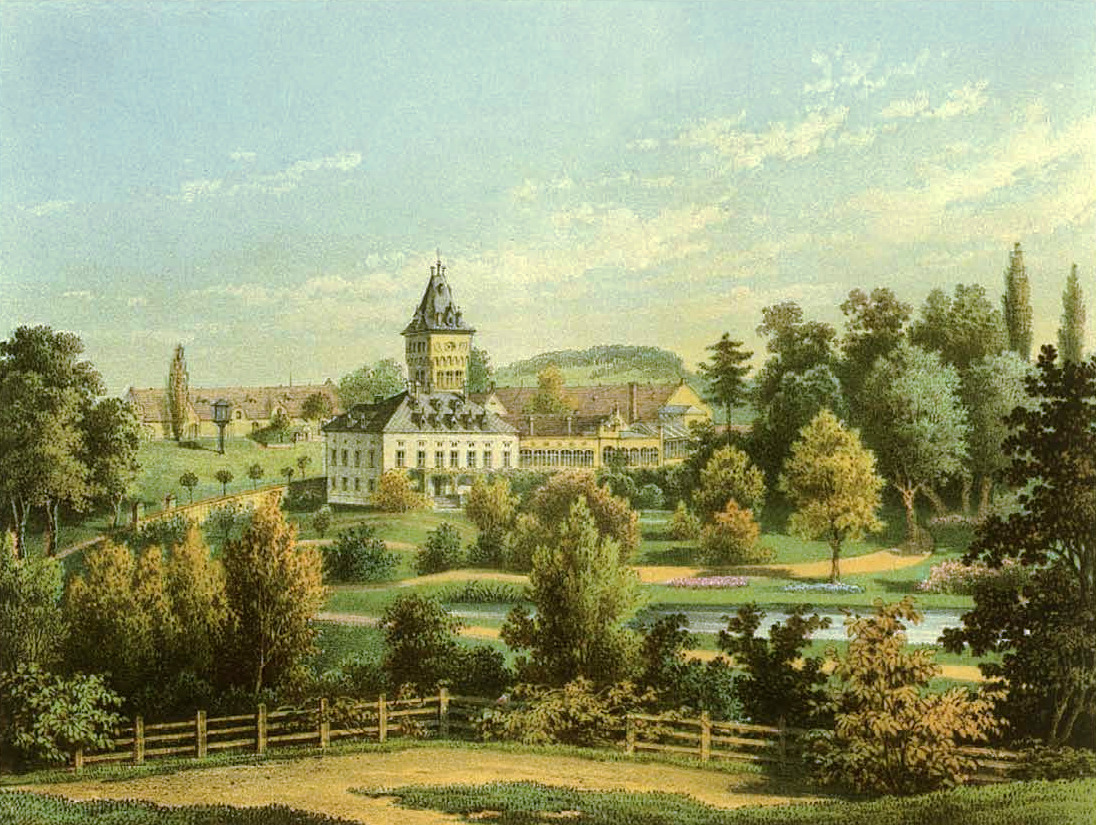
Pałac Gladishof na przełomie XVIII/XIX w.
Czteropolowy herb rodu Perponcher-Sedlnitzky[13]
Herb Sedlnitzky
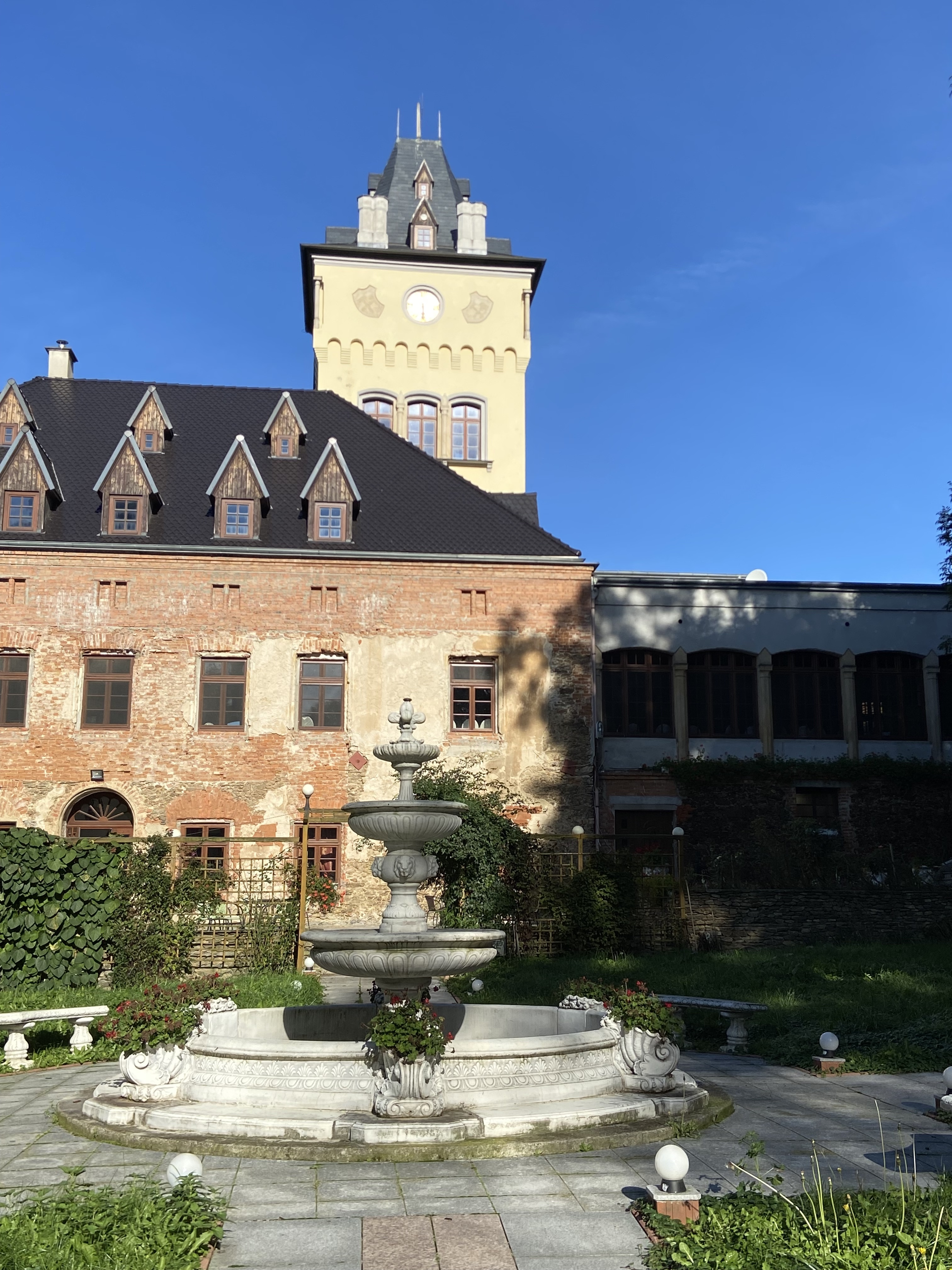
Pałac od strony wschodniej (2021)
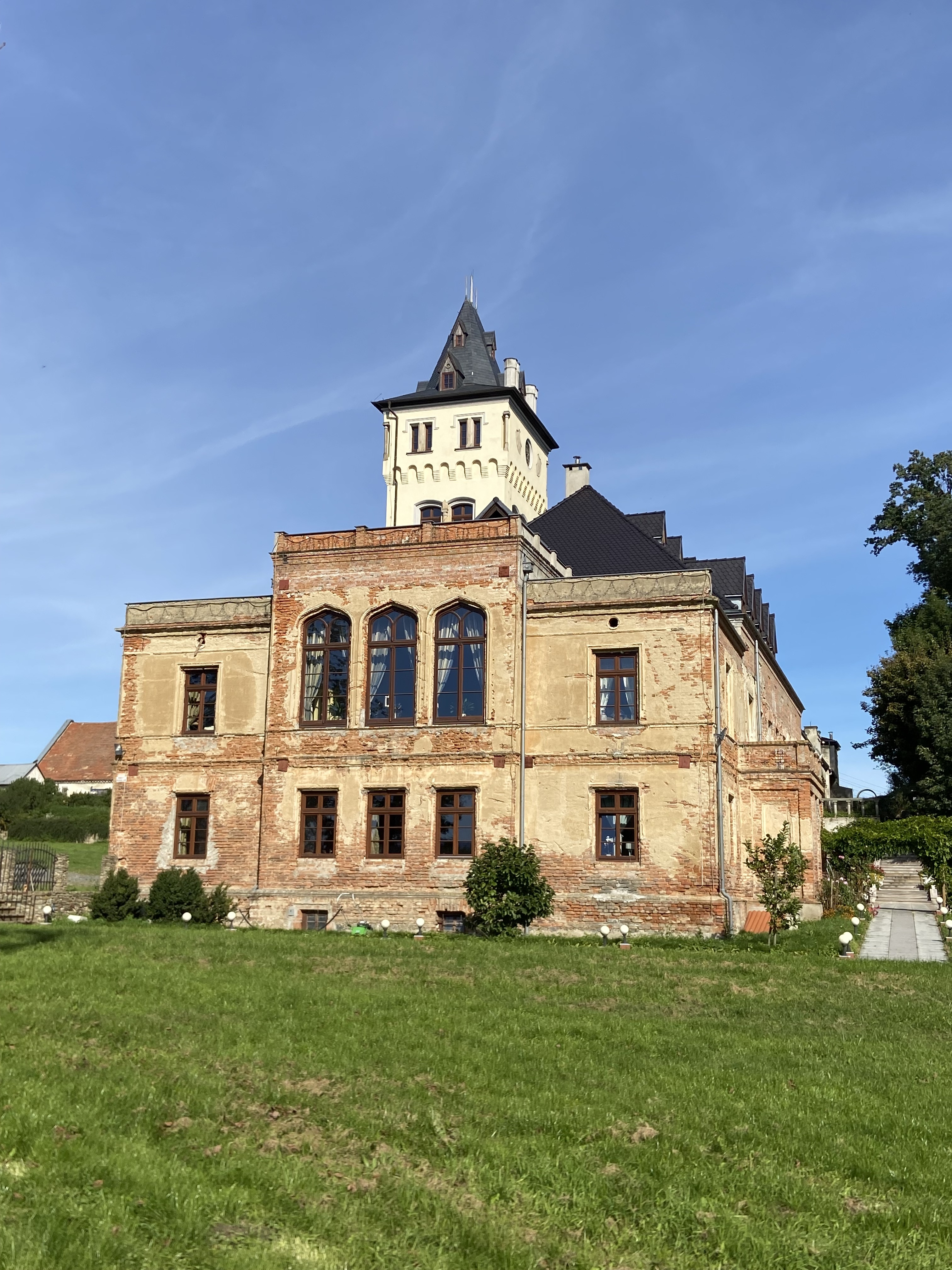
Pałac od strony południowej (2021)
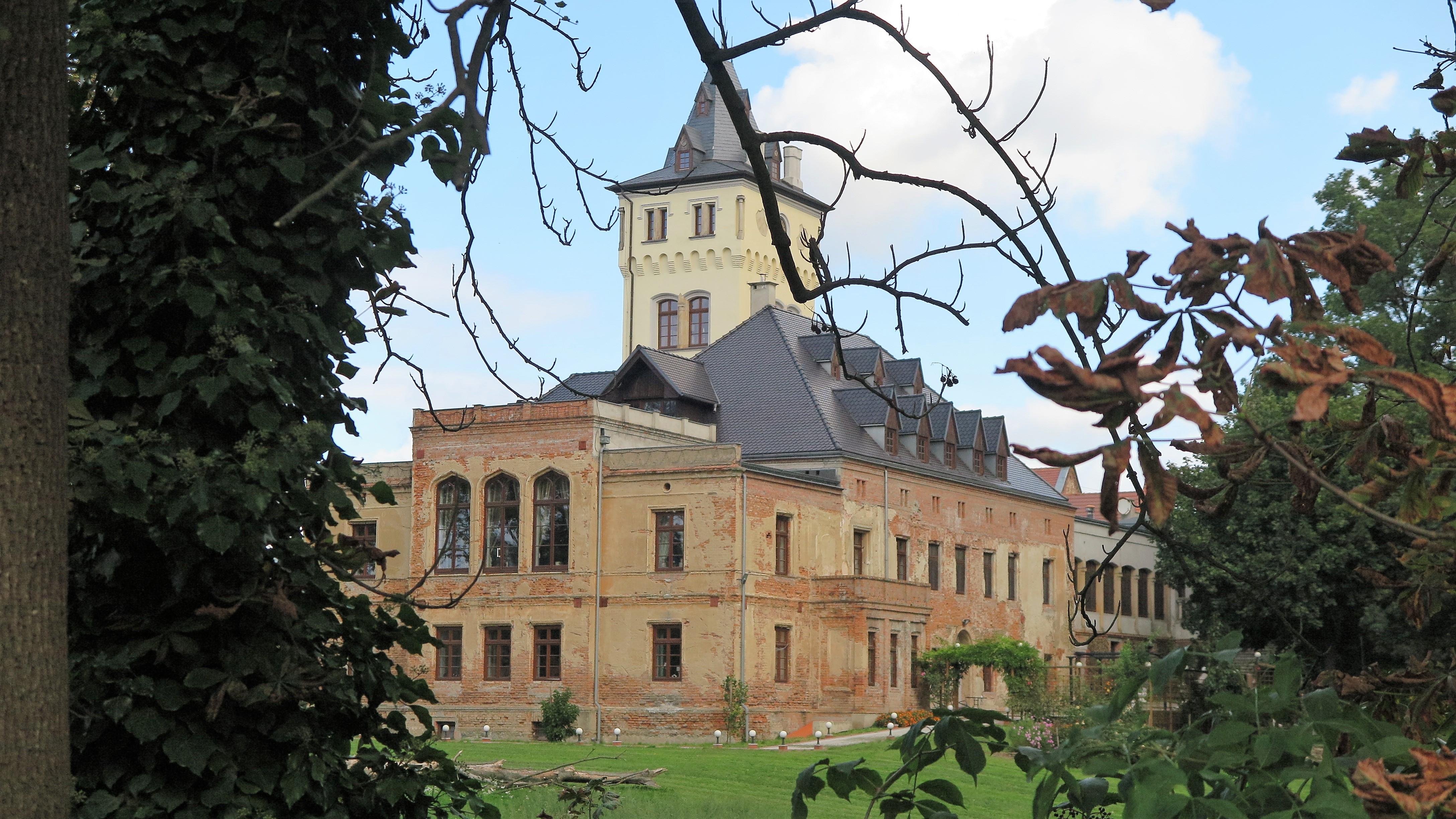
Pałac Gladishof (Zamczysko) od południowego wschodu (2021)
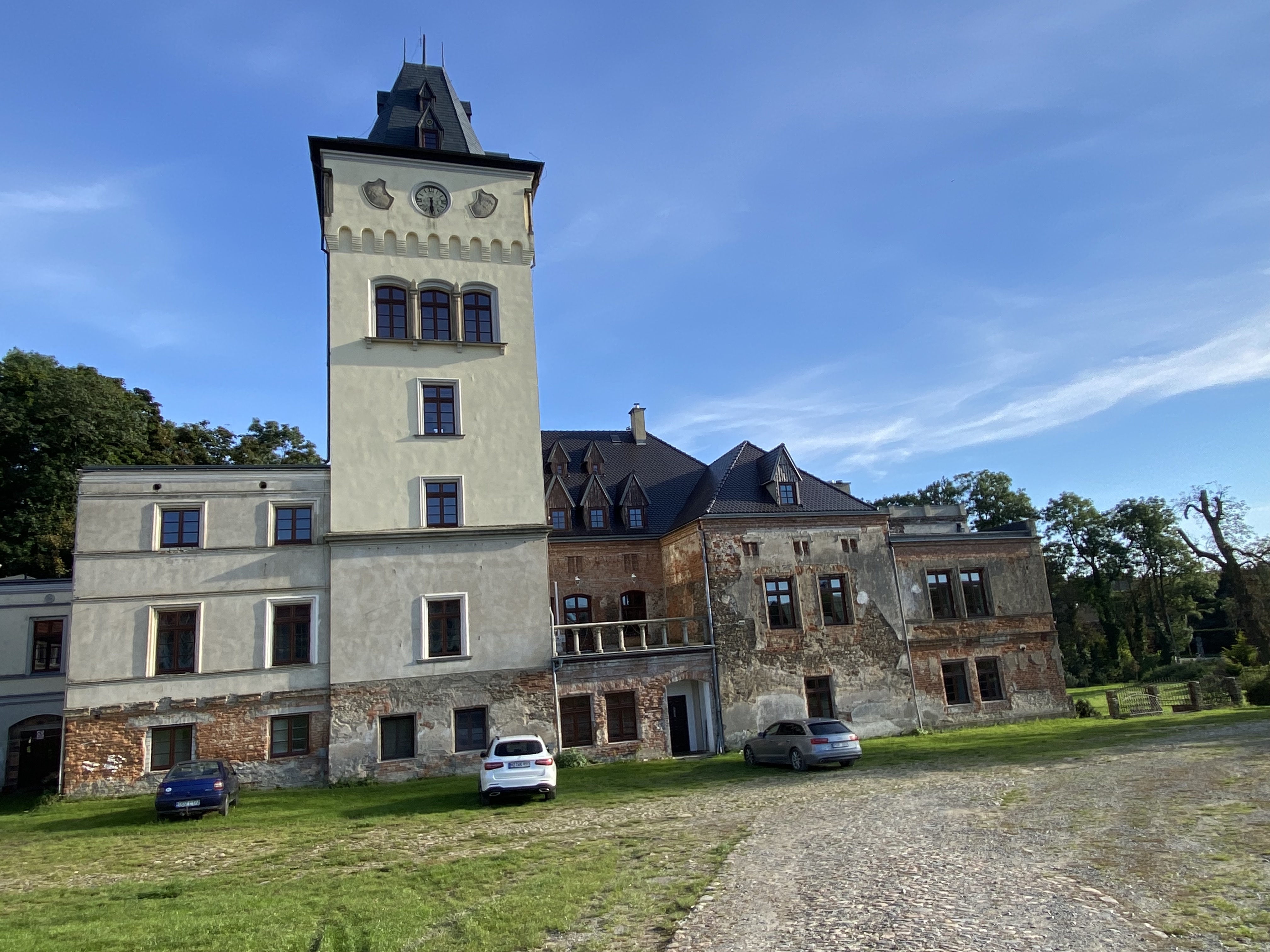
Pałac od strony zachodniej (2021)
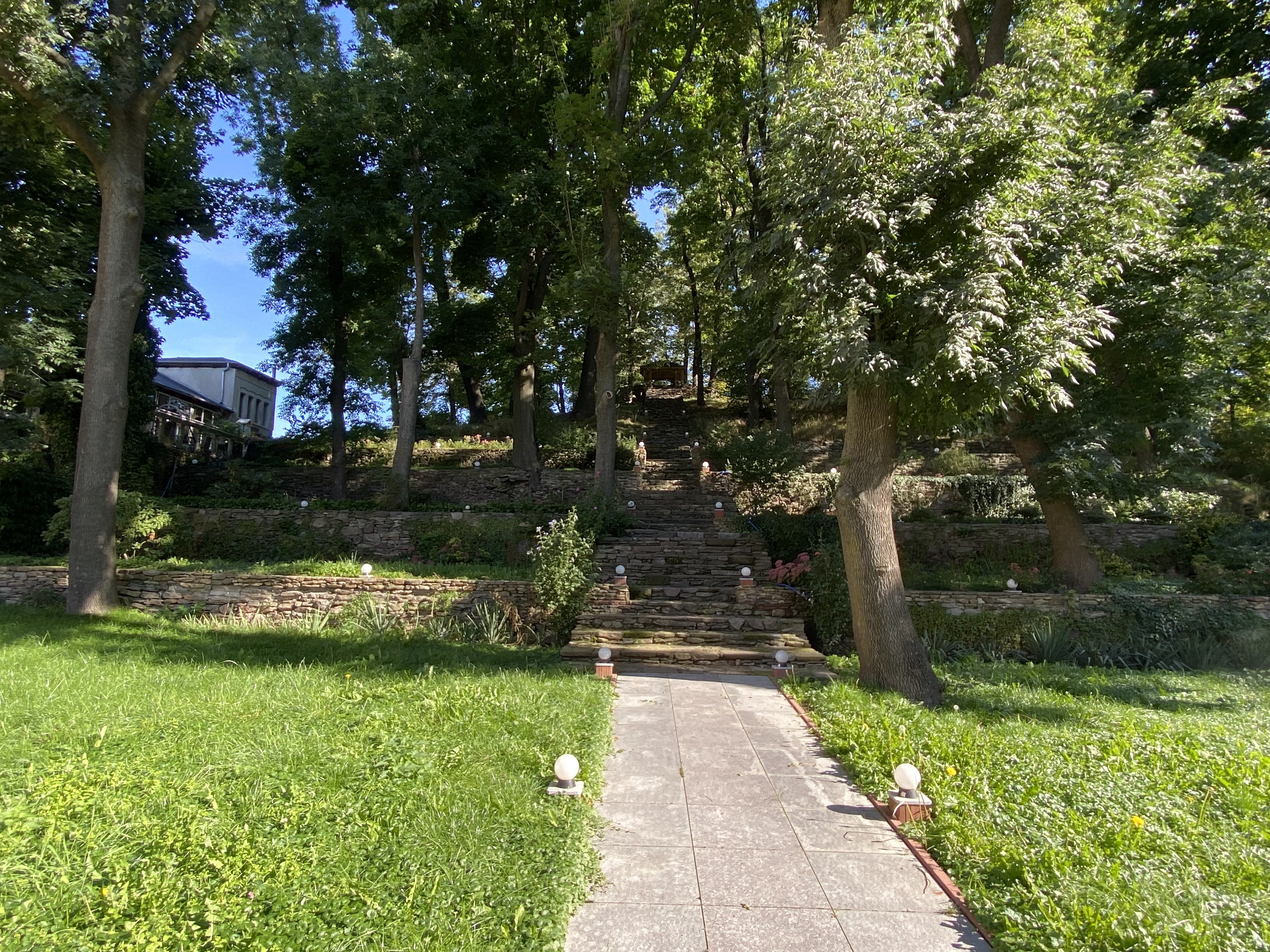
Park przypałacowy z tarasami (2021)
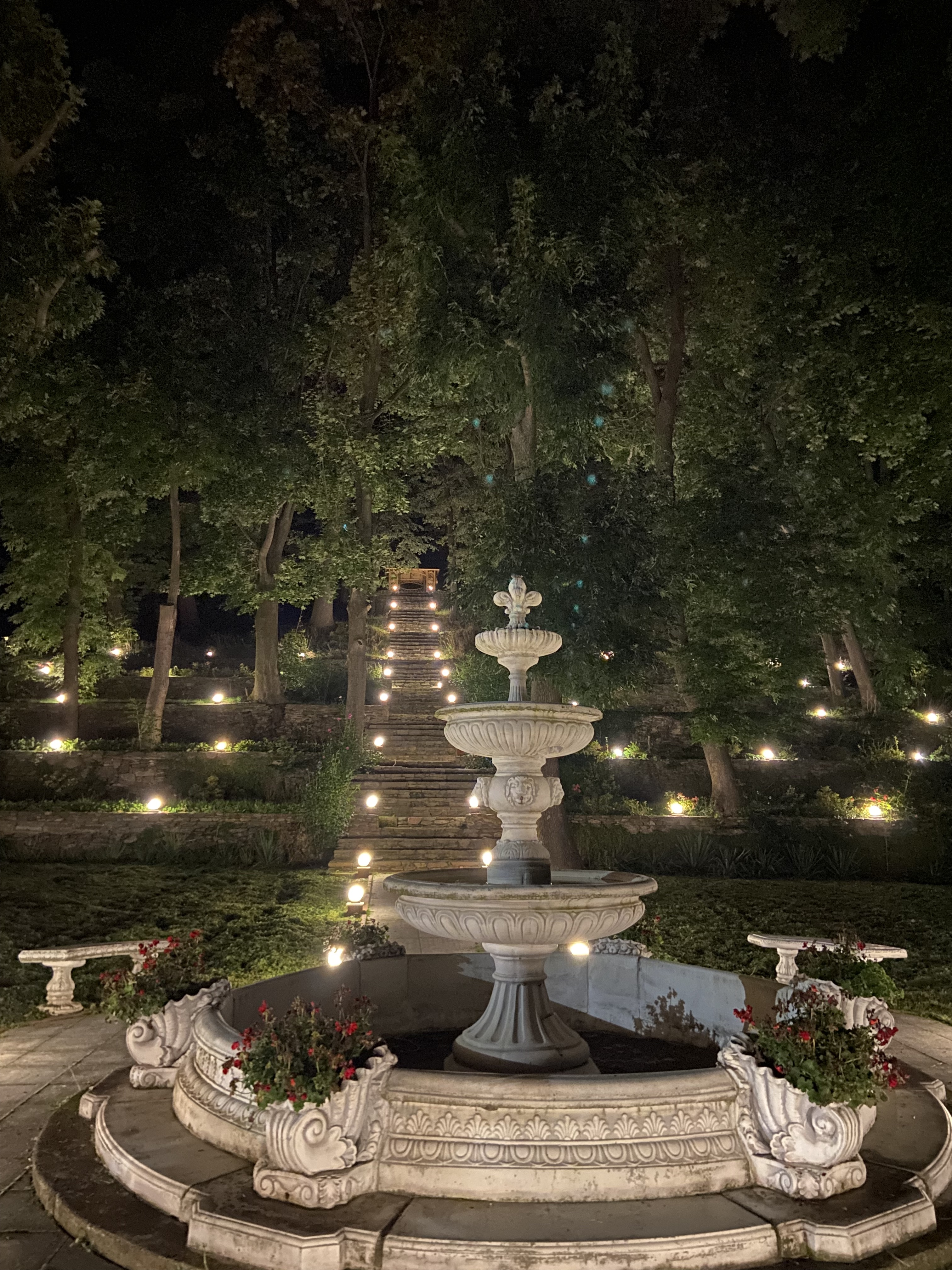
Park przypałacowy z tarasami podświetlony (2021)
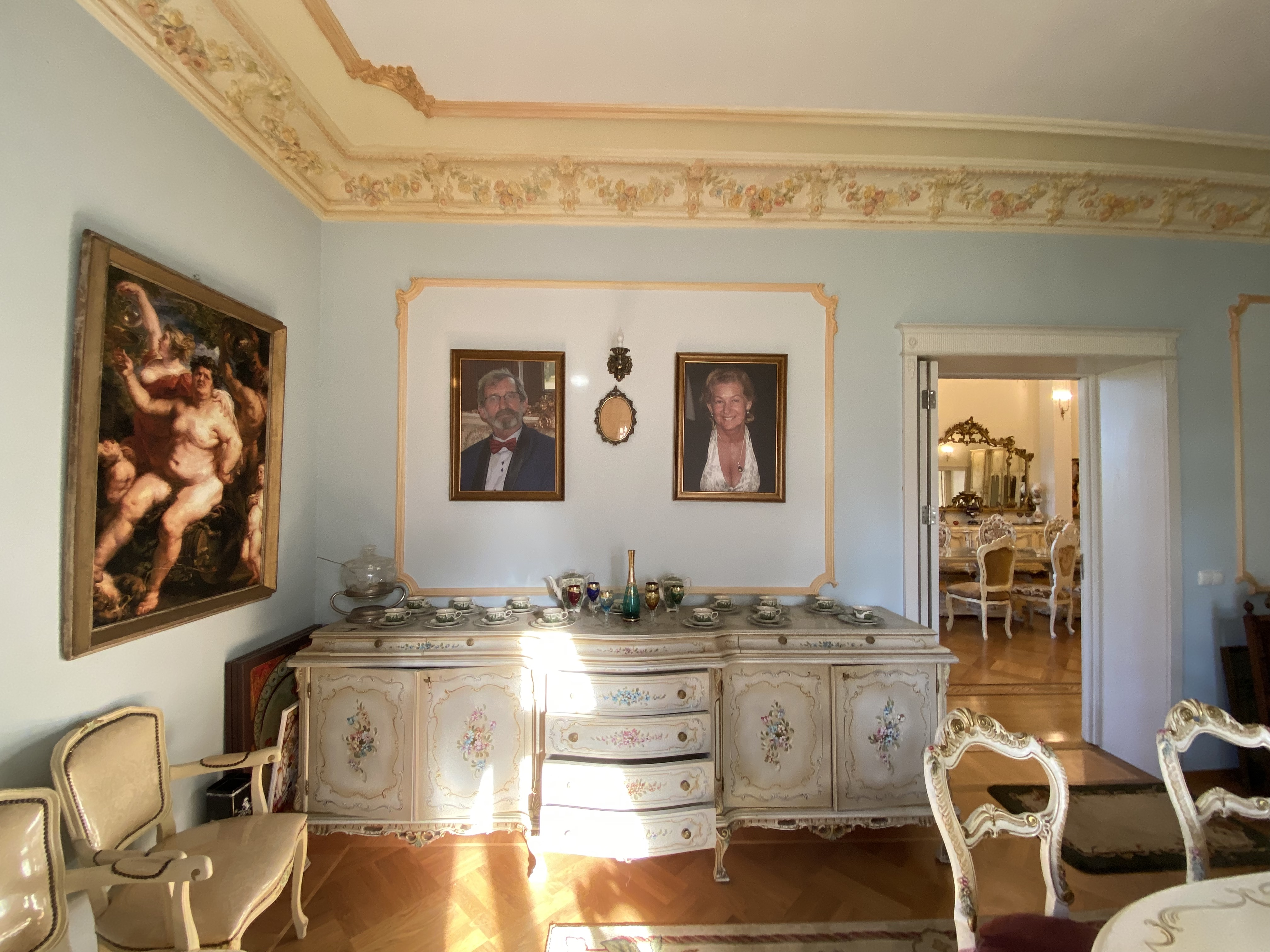
Portrety właścicieli - powrót do tradycji
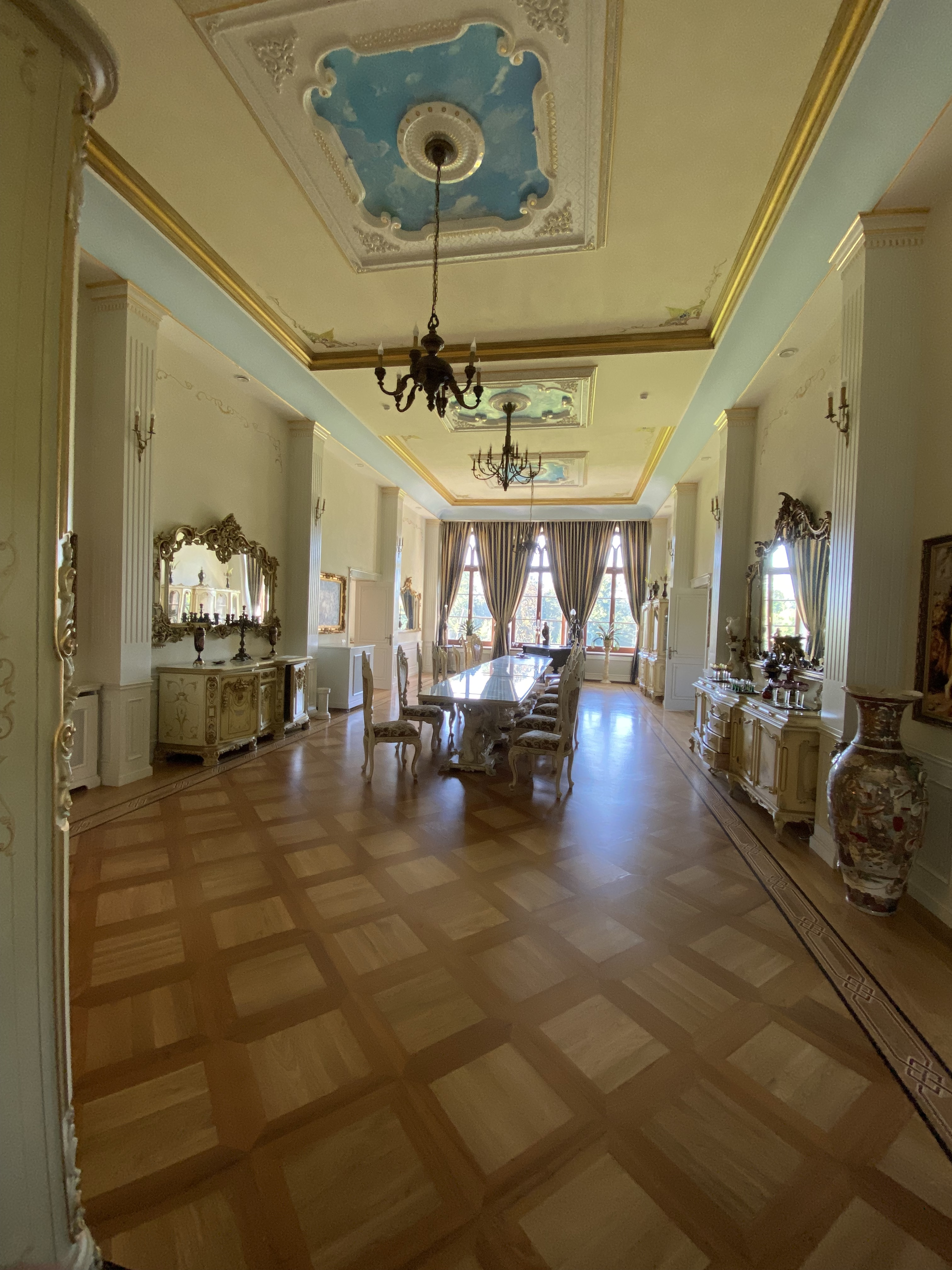
Sala wysoka
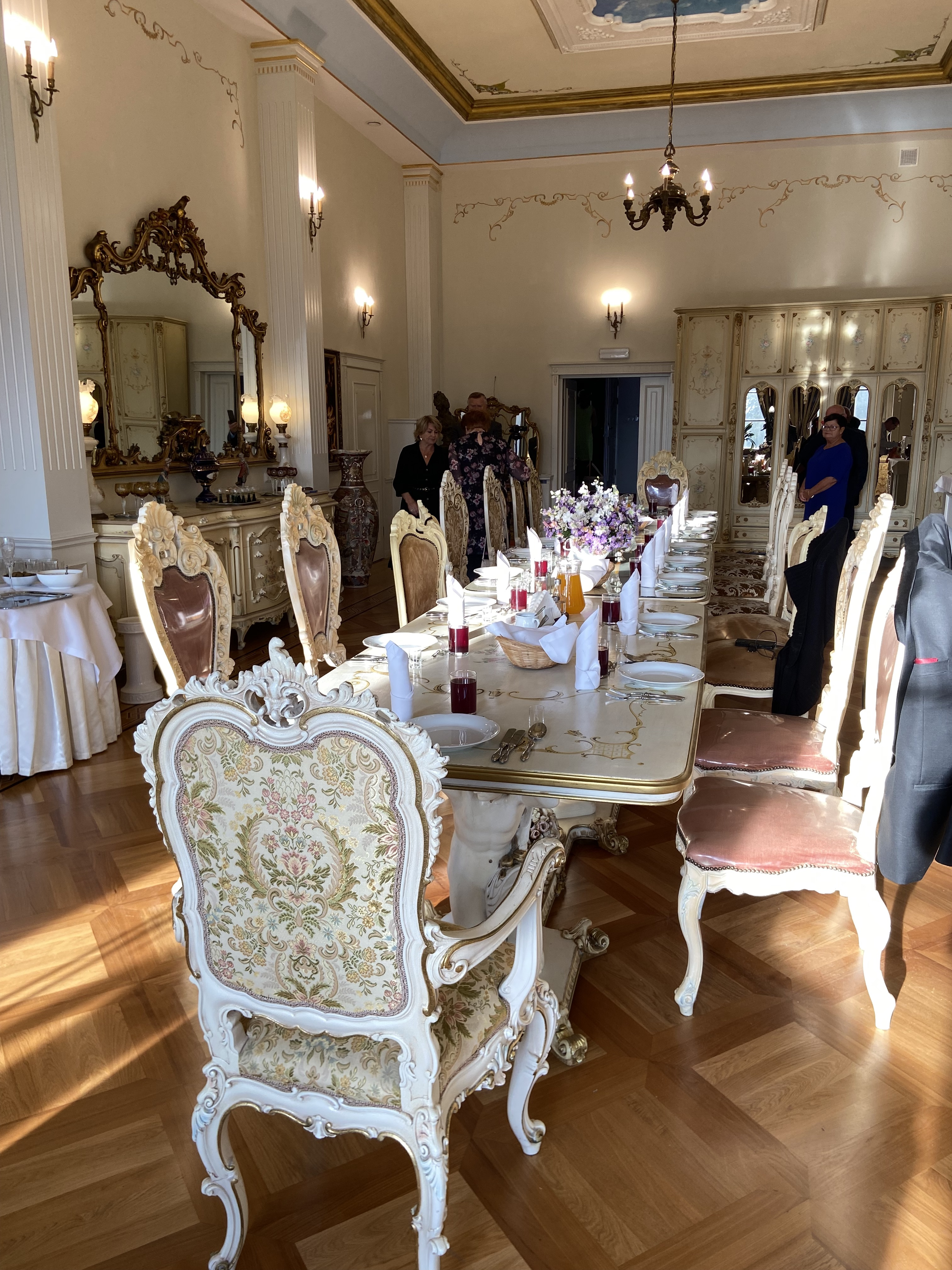
Sala wysoka gotowa na przyjęcie gości
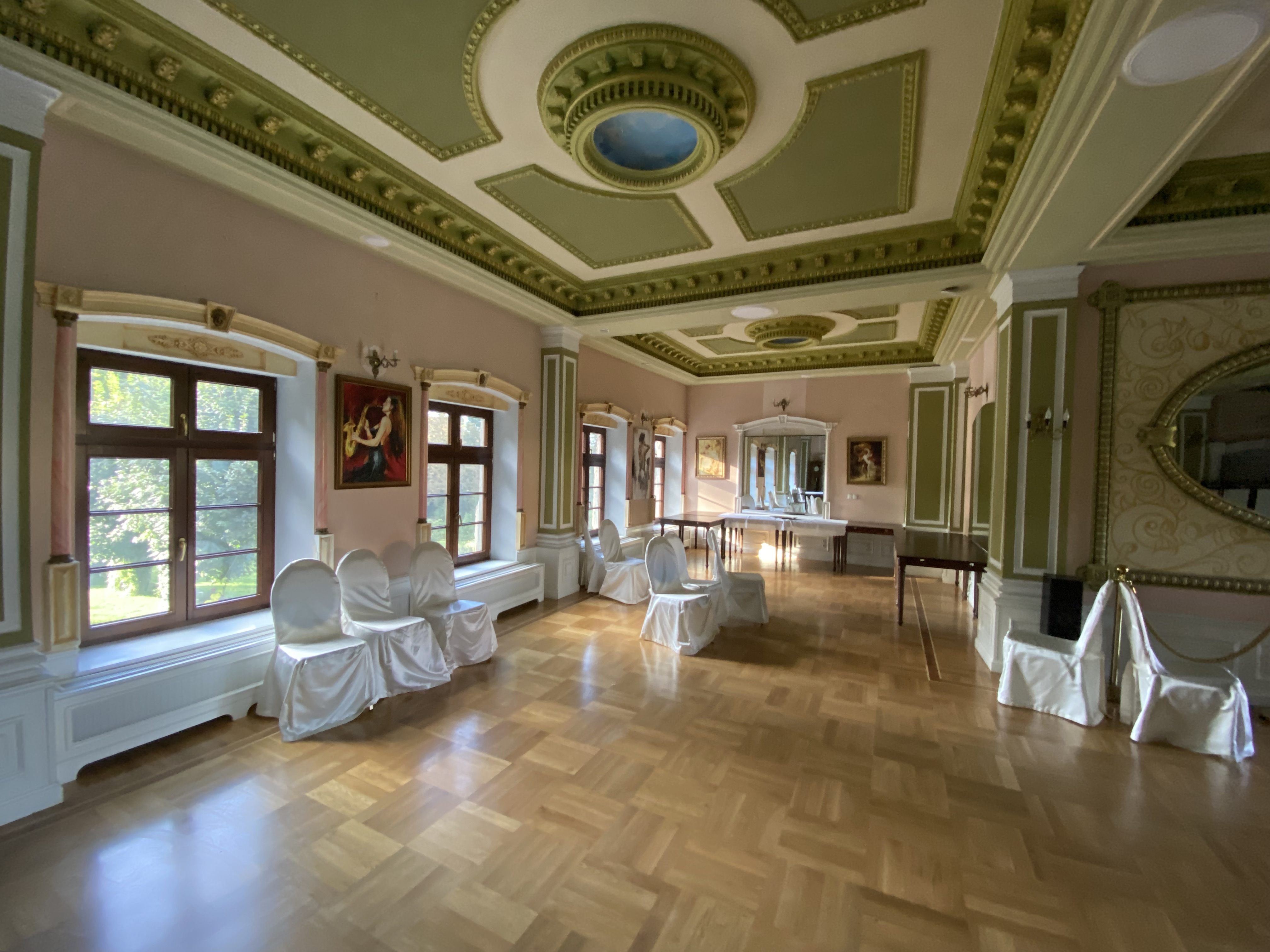
Sala lustrzana
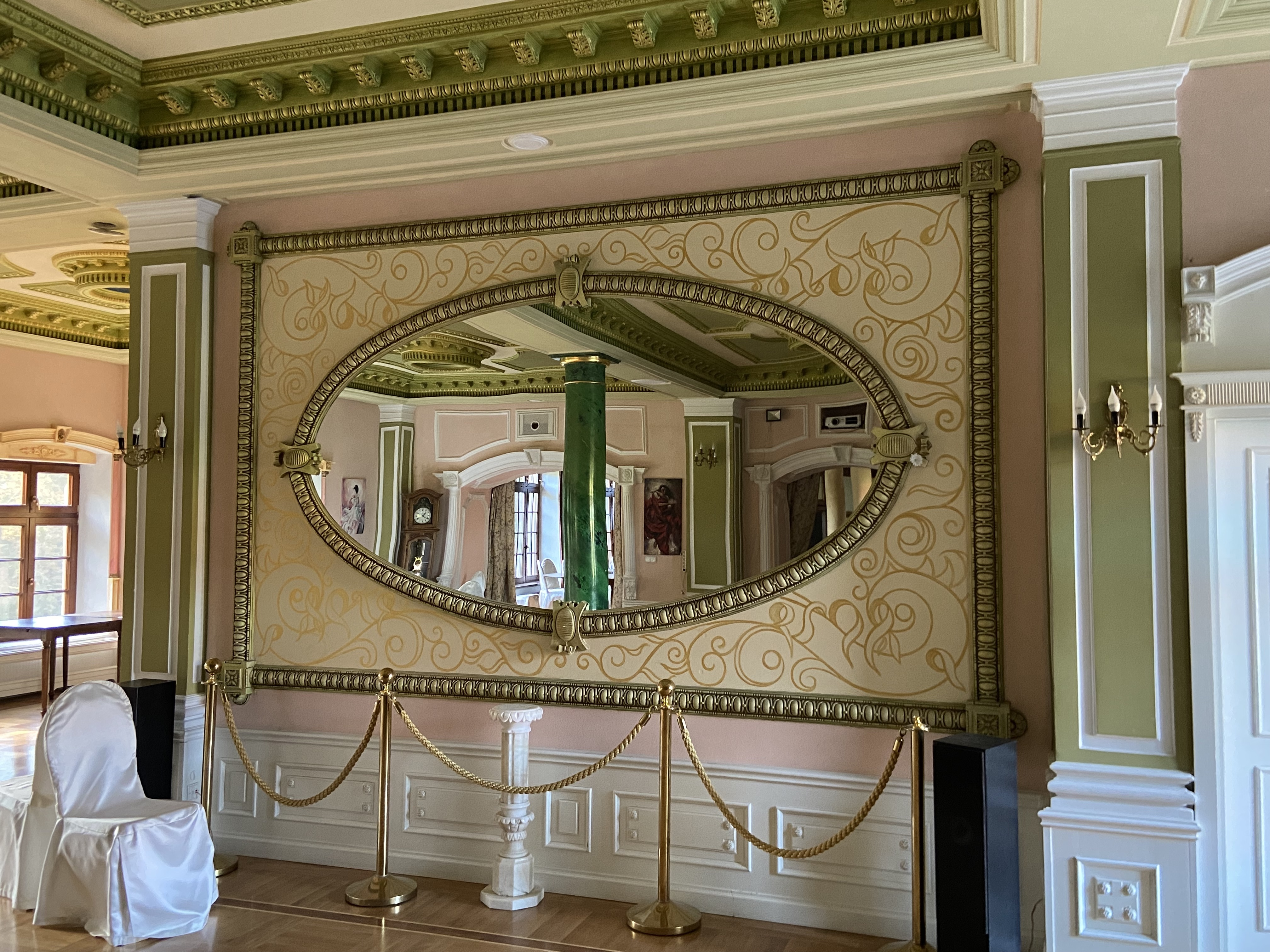
Sala lustrzana
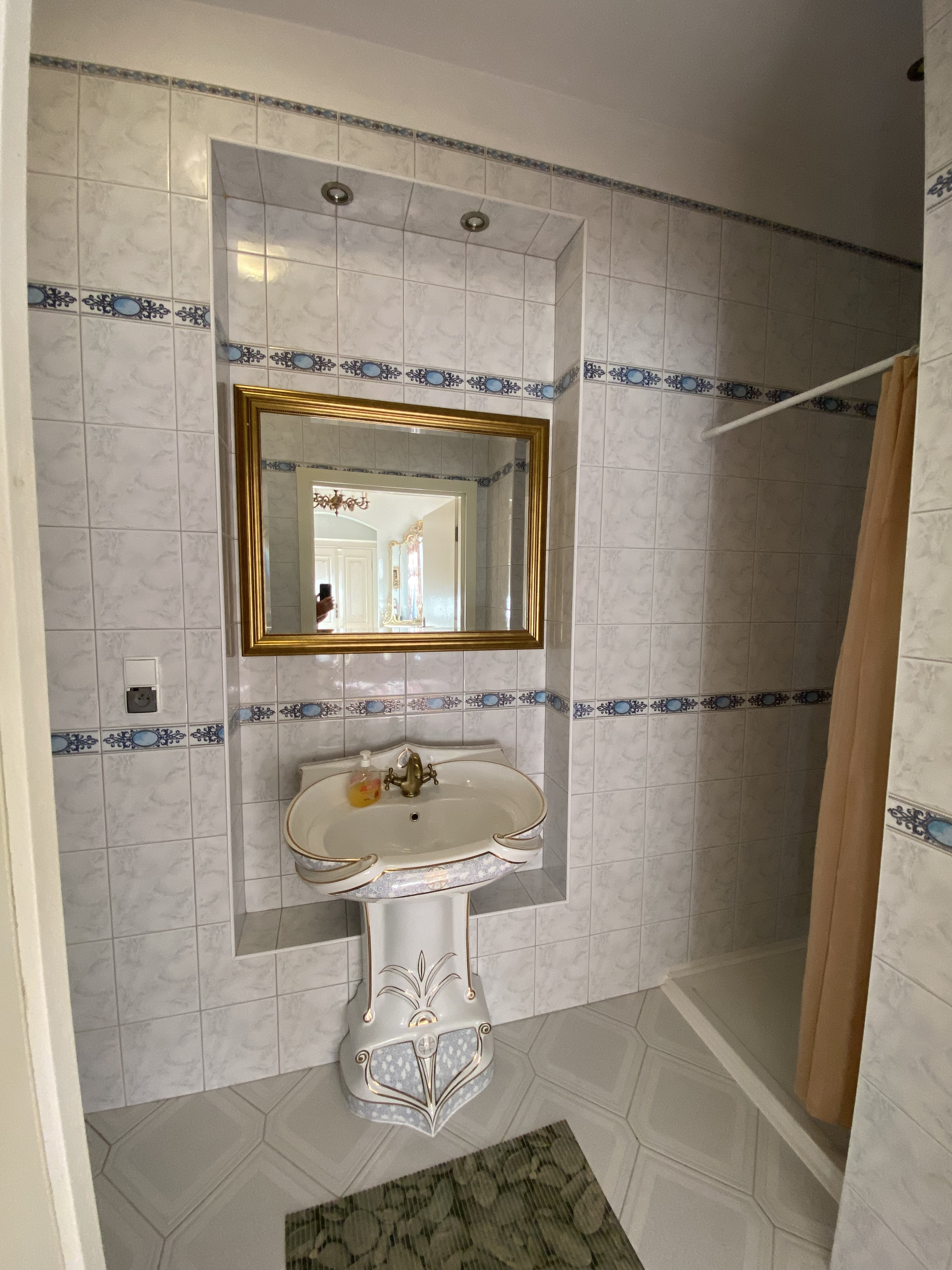
Jedna z łazienek

180° panorama pałacu